# Музей Царевны-лягушки
Музей Царевны-лягушки — музей, посвящённый сказочному персонажу Царевне-лягушке. Расположен в городе Ростове Великом (Ярославская область). Открыт 23 марта 2012 года при гостевом доме «Царевна-лягушка» в здании, построенном в 1790 году и принадлежавшем купцам Гончаренко.